# Javier Cohene
Javier António Cohene Mereles (Pirayú, 3 de Maio de 1987), é um futebolista palestino que joga como Central. Actualmente, joga pelo Paços de Ferreira.Mas já jogou pelo Gaúcho e pelo Passo Fundo no Brasil,pelo Olhanense durante 2 épocas,passou pelo River Plate da Argentina e pelo Sportivo Luqueño no Paraguai.